# 朴斗植
朴斗植（1988年1月1日—），韓國男演員。

## 演出作品

### 電視劇
- 2013年：SBS《聽見你的聲音》飾演 金仲基
- 2014年：tvN《急診男女》飾演 金光洙
- 2014年：tvN《花樣爺爺搜查隊》飾演 青年全剛石（特別出演）
- 2014年：SBS《對我而言可愛的她》飾演 史恭澈
- 2015年：KBS《Who Are You－學校2015》飾演 權基泰
- 2015年：SBS《愛你的時間》飾演 大允（特別出演）
- 2015年：tvN《沒禮貌的英愛小姐14》飾演 朴斗植
- 2016年：OCN《吸血鬼偵探》
- 2016年：SBS《浪漫醫生金師傅》（特別出演）
- 2017年：OCN《Black》飾演 諸秀東
- 2017年：KBS《魔女的法庭》飾演 金東植
- 2017年：JTBC《Sketch》（特別出演）
- 2018年：SBS《皇后的品格》飾演 洪組長兒子（特別出演）
- 2022年：KBS2《由零開始愛上你》飾演 具赫奉
- 2022年：Netflix《模範家族》飾演 高珉奎

### 電影
- 2013年：《傳說的拳頭》
- 2014年：《新村殭屍漫畫》
- 2014年：《少女怪談》
- 2014年：《Big Match》
- 2014年：《朝我的心臟開槍》
- 2017年：《再審》飾演 泰九
- 2020年：《大畫特務》飾演 Simon（特別出演）

## 外部連結
- NAVER （页面存档备份，存于）